# Auf zum Tanze!
Auf zum Tanze!, op. 436, är en schnellpolka av Johann Strauss den yngre. Den framfördes första gången offentligt den 21 oktober 1888 i Gyllene salen i Musikverein i Wien.

## Historia
Polkan var specialkomponerad för den första balen någonsin hos valskungen Johann Strauss, kvällen 3 mars 1888.  Efter maten fick varje gäst en souvenir i form av ett blomsterprytt kort med en faksimil av den för kvällen specialkomponerade polkan: Auf zum Tanze!. På kortet stod även några verser av poeten Ludwig Ganghofer, som även var närvarande och läste sin dikt som hade namngett polkan.
Wienpubliken gavs inte tillfälle att höra polkan förrän Eduard Strauss framförde den i Musikverein den 21 oktober. 
Polkan Auf zum Tanze! publicerades 1889 och tillägnades Ludwig Ganghofer, komplett med alla fyra verserna av Ganghofers dikt. Hela polkan förekom senare i Strauss postuma operett Wiener Blut (1899), där den förekommer i akt III då grevinnan sjunger den till orden "Lockt Sie denn die Laube nicht?".

## Om polkan
Speltiden är ca 3 minuter och 19 sekunder plus minus några sekunder beroende på dirigentens musikaliska tolkning.